# ريهام حجاج
ريهام حجاج  (22 سبتمبر 1986 -)، ممثلة مصرية.

## عن حياتها
ولدت وعاشت معظم حياتها في إيطاليا، تخرجت من كلية الإعلام. عملت لفترة في مجال التسويق وكان أول أعمالها كان فيلم سفاري مع رامز أمير وإيهاب فهمي ومن إخراج مازن الجبلي عام 2010. في نفس العام شاركت في مسلسل «أزمة سكر».

## أعمالها

### الأفلام
- 2010: سفاري
- 2012: وبعد الطوفان
- 2014: واحد صعيدي
- 2015: يوم مالوش لازمة
- 2015: كرم الكينج
- 2015: سوء تفاهم
- 2016: سطو مثلث
- 2017: القرد بيتكلم
- 2017: مولانا
- 2018: رغدة متوحشة

### المسلسلات
- 2010: أزمة سكر
- 2012: كاريوكا
- 2012: رقم مجهول
- 2012: شربات لوز
- 2013: أحلى أيام
- 2013: نقطة ضعف
- 2013: اسم مؤقت
- 2014: هبة رجل الغراب
- 2014: الحكر
- 2014: سجن النسا
- 2014: السيدة الأولى
- 2016: يونس ولد فضة
- 2016: نصيبي وقسمتك
- 2016: بنات سوبرمان
- 2016: الكبريت الأحمر
- 2017: وضع أمني
- 2019: كارمن
- 2020: لما كنا صغيرين
- 2021: وكل ما نفترق
- 2022: يوتيرن
- 2023: جميلة
- 2024: صدفة

### المسلسلات الإذاعية
- 2011: عايش بطولو

### البرامج
- 2016: وش السعد (ضيفة)

## وصلات خارجية
- ريهام حجاج على موقع IMDb (الإنجليزية)
- ريهام حجاج على موقع الدهليز
- ريهام حجاج على موقع قاعدة بيانات الأفلام العربية